# Volksbank Syke
Die Volksbank eG war eine deutsche Genossenschaftsbank mit Sitz in der niedersächsischen Stadt Syke im Landkreis Diepholz. Der Verwaltungssitz befand sich in Bassum.
Im Jahre 2024 fusionierte die Volksbank eG, Syke mit der Volksbank Niedersachsen-Mitte eG. Juristischer Sitz der Volksbank Niedersachsen-Mitte ist Hoya.

## Geschichte
Die Volksbank eG entstand im Jahr 1993 durch die Fusion der drei Häuser Volksbank Bassum eG, Volksbank Stuhr eG und Volksbank eG Syke. Übernehmende Bank und damit Namensgeber war das Syker Institut. Die Bank hieß seitdem Volksbank eG mit dem Sitz in Syke.

### Volksbank Stuhr eG
Am 19. April 1896 wurde die Spar- und Darlehenskasse e.G.m.b.H. in Stuhr als ältestes Vorgängerinstitut gegründet. Nach mehreren Namensänderungen firmierte das Institut als Volksbank Stuhr eG und fusionierte mit der Volksbank Seckenhausen e.G. mit dem Sitz in Seckenhausen im Jahr 1975.

### Volksbank Bassum eG
In Bassum wurde 1913 die Gewerbebank gegründet und änderte 1932 ihren Namen in Spar- und Darlehenskasse Bassum eGmuH. Fusionen der Spar- und Darlehnskasse Bassum eGmbH folgten im Jahr 1967 mit der Spar- und Darlehenskasse Nordwohlde eGmbH mit dem Sitz in Nordwohlde sowie 1969 mit der Spar- und Darlehenskasse Neuenkirchen eGmbH mit dem Sitz in Neuenkirchen. 1974 änderte das Kreditinstitut den Namen in Volksbank Bassum eG und fusionierte im Jahr 1986 mit der Volksbank Neubruchhausen eG mit dem Sitz in Neubruchhausen.

### Volksbank eG Syke
1927 wurde die Genossenschaftsbank Syke gegründet. In der Region gab es zu diesem Zeitpunkt bereits mehrere ältere Regionalbanken, die später mit der Genossenschaftsbank in Syke fusionierten. Es fanden Fusionen der Genossenschaftsbank Syke eGmbH statt mit der Spar- und Darlehenskasse Heiligenfelde eGmbH mit dem Sitz in Heiligenfelde (1968), der Spar- und Darlehnskasse Sudweyhe eGmbH mit dem Sitz in Sudweyhe (1969), der Spar- und Darlehnskasse Riede eGmbH mit dem Sitz in Riede (1970) sowie mit der Spar- und Darlehnskasse Barrien eGmbH mit dem Sitz in Barrien (1971). Im Zuge der letzten Fusion im Jahr 1971 änderte die Bank ihren Namen in Volksbank eGmbH Syke.
Im Jahr 2024 fusionierte die Bank mit der Volksbank Niedersachsen-Mitte.

## Rechtsverhältnisse
Die Volksbank eG war im Genossenschaftsregister beim Amtsgericht Walsrode unter GnR 110010 eingetragen.

## Organisationsstruktur
Rechtsgrundlagen waren das Genossenschaftsgesetz und die durch die Vertreterversammlung beschlossene Satzung. Organe der Bank sind der Vorstand, der Aufsichtsrat und die Vertreterversammlung.

## Sicherungseinrichtung
Die Volksbank eG war der amtlich anerkannten Sicherungseinrichtung des Bundesverbandes der Deutschen Volksbanken und Raiffeisenbanken GmbH und der zusätzlichen freiwilligen Sicherungseinrichtung des Bundesverbandes der Deutschen Volksbanken und Raiffeisenbanken e.V. angeschlossen.

## Geschäftsausrichtung
Die Volksbank eG betrieb das Universalbankgeschäft und war Teil der Genossenschaftlichen FinanzGruppe Volksbanken Raiffeisenbanken. Im Verbundgeschäft arbeitete sie mit der DZ Bank, R+V Versicherung, DZ Privatbank, Bausparkasse Schwäbisch Hall, Teambank, VR Smart Finanz, DZ Hyp und der Union Investment zusammen.

## Gesellschaftliches und kulturelles Engagement
Im Jahr 2022 schüttete die Bank an gemeinnützige Organisationen und Vereine vor Ort rund 90.000 Euro an Spenden aus. Darüber hinaus leistet sie in Kooperation mit der Sozialen Schuldnerberatung des Diakonischen Werks Diepholz-Syke-Hoya an Schulen in ihrem Geschäftsgebiet einen  Beitrag zur finanziellen Bildung junger Menschen. Neben der Unterstützung von Musik- und Kulturveranstaltungen ist sie seit 2014 selbst Ausrichter der Konzertreihe „Jailhouse“. Einmal im Jahr wird aus der Schalterhalle des historischen Bankgebäudes eine Bühne für Bands unterschiedlicher Musikrichtungen.

## Geschäftsgebiet
Das Geschäftsgebiet lag im Norden des Landkreises Diepholz, im Süden von Bremen und im Westen des Landkreises Verden.
An diesen Orten betrieb die Bank Filialen:
- Syke (jur. Sitz, Geschäftsstelle)
- Bassum (Hauptstelle)
- Barrien (Geschäftsstelle)
- Brinkum (Geschäftsstelle)
- Groß Mackenstedt (Geschäftsstelle)
- Kirchweyhe (Geschäftsstelle)
- Stuhr (Geschäftsstelle)
- Varrel (Geschäftsstelle)
- Riede (SB-Geschäftsstelle)
- Seckenhausen (SB-Geschäftsstelle)
- Sudweyhe (SB-Geschäftsstelle)
- Leeste (SB-Geschäftsstelle)
- Arsten (SB-Geschäftsstelle)

Die VOBA Immobilien GmbH wurde 1992 als Tochtergesellschaft gegründet. Ihre Aufgabe war die Erschließung und Vermittlung von Bauland, das Immobilienvermittlungsgeschäft sowie die damit in Zusammenhang stehenden Dienstleistungen.

## Gebäude

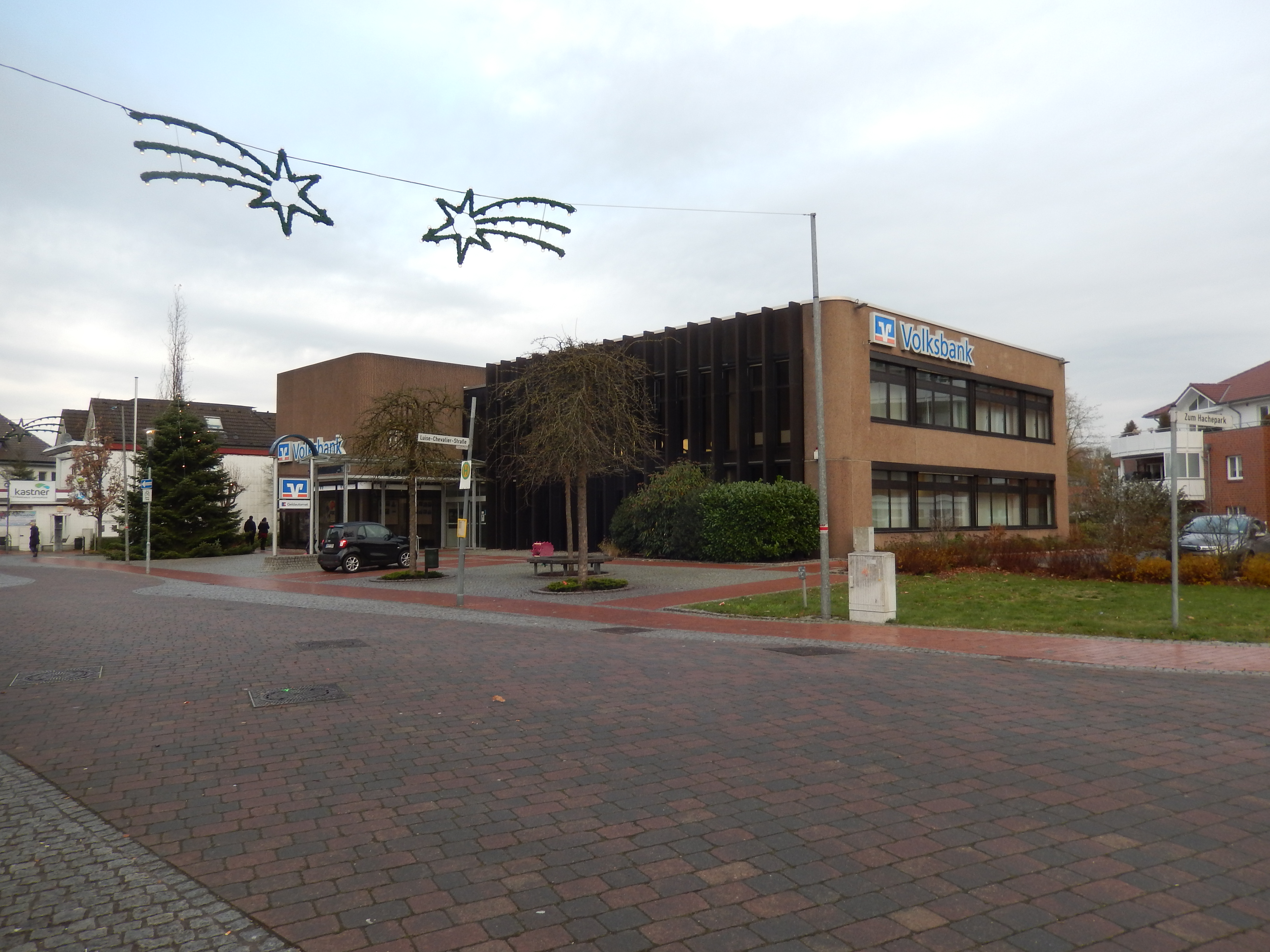
Das im Jahr 1976 eingeweihte und 2019 abgerissene Gebäude der Volksbank in Syke (Dezember 2017)

Die Filiale in Syke wurde 2019 an der Stelle des 1976 eingeweihten Vorgängergebäudes errichtet.
In Bassum erwarb die Bank 1998 einen denkmalgeschützten Gebäudekomplex aus Amtsgericht und Gefängnis. Bei den Umbau- und Sanierungsarbeiten wurde die komplexe Bausubstanz in wesentlichen Teilen  erhalten. Durch einen neuen Gebäudeteil, der das Gefängnisgebäude umschließt und eine Verbindung zum Amtsgericht herstellt, wurde einerseits dem Erhalt des Baudenkmals Rechnung getragen, während andererseits die funktionale Notwendigkeit eines modernen Bankgebäudes realisiert wurde. Besucher können während der Öffnungszeiten des Kreditinstitutes im Schalterraum durch eine im Boden eingelassene Glasplatte Einblick in eine alte Gefängniszelle nehmen. Das Gebäude wurde im April 2001 bezogen. Sowohl im Innen- als auch im Außenbereich des Gebäudes befinden sich Kunstwerke, die sich auf seine Historie beziehen.